# مهرداد وهابی
مهرداد وهابی (متولد ۲۹ اردیبهشت، ۱۳۴۲) نویسنده، اقتصاددان، پژوهشگر در علم اقتصاد و استاد دانشگاه سوربن شمالی است. 

## زندگی‌نامه
وهابی در ۲۹ اردبیهشت ۱۳۴۲ در تهران به دنیا آمد. تحصیلات عالیه خودرا ابتدا در آمریکا و سپس در فرانسه گذراند. در ۱۹۸۱ از دانشگاه شیکاگو لیسانس گرفت و سپس در اکتبر ۱۹۹۳ به اخذ دکترا در علوم اقتصادی از دانشگاه پاریس ۷ نائل شد. پس از آن در مارس ۱۹۹۷ دیپلم (صلاحیت مدیریت پژوهش‌ها) خود را از سوربن گرفت. او اکنون پروفسور اقتصاد در  دانشگاه سوربن شمالی (پاریس ۱۳) است و همچنین مدیریت مرکز تحقیقات اقتصادی شمال پاریس (Centre d'Economie Paris Nord-CEPN) وابسته به مرکز پژوهش‌های علمی فرانسه (CNRS) را بر عهده دارد.

## دیدگاه‌ها
مهرداد وهابی برای بررسی اقتصاد سیاسی ایران در عصر حاکمیت جمهوری اسلامی از چارچوب نظری منحصر به فردی استفاده می‌کند که از بررسی تاریخ ایران منتج شده است و بر این باور است که نباید نظام سرمایه‌داری توسعه‌یافته در ایران را به نامگذاری‌هایی همچون «سوسیالیسم اسلامی» یا «نولیبرالیسم اسلامی» تقلیل داد.

## آثار
رمان «عشق و در باغ سبز» نوشتهٔ مهرداد وهابی که در نوامبر ۲۰۲۲ توسط انتشارات باران در استکهلم سوئد به چاپ رسیده است، در روز ۴ دسامبر ۲۰۲۲ در برنامه‌ای توسط انجمن وال دو مارن رونمایی شد.

### کتاب‌ها
- عشق و در باغ سبز، استکهلم: باران، ۲۰۲۲.

- Vahabi, Mehrdad. Destructive coordination, Anfal and Islamic Political Capitalism: A New Reading of Contemporary Iran. Palgrave Macmillan. 2023.
- Vahabi, Mehrdad. The Political Economy of Predation: Manhunting and the Economics of Escape, Cambridge University Press, 2016.
- Vahabi, Mehrdad. The political economy of destructive power. Edward Elgar Publishing, 2004.

### مقالات
- وهابی، مهرداد، بحران مالی جهانی و شکست الگوی سرمایه‌داری نئولیبرال (آمریکایی)، در اطلاعات سیاسی-اقتصادی، شمارهٔ ۲۵۳–۲۵۴، مهر و آبان ۱۳۸۷؛ صص ۴–۳۳.
- وهابی، مهرداد، اقتصاد سیاسی قدرت انهدامی، در اطلاعات، تاریخ ۱۹ اردیبهشت ۱۳۸۵؛ ص ۶.